# Downhere
I downhere sono un gruppo musicale christian rock canadese attivo dal 1999 al 2013.

## Formazione
- Marc Martel - voce, chitarra, piano
- Jason Germain - voce, chitarra, piano
- Glenn Lavender - basso
- Jeremy Thiessen - batteria

## Discografia
- downhere (indipendente, 1999)
- downhere (2001)
- So Much for Substitutes (2003)
- Wide-Eyed and Mystified (2006)
- Wide-Eyed and Simplified (2007)
- Thunder After Lightning (The Uncut Demos) (2007)
- Thank You for Coming (The Live Bootlegs) (2008)
- Ending Is Beginning (2008)
- How Many Kings: Songs for Christmas (2009)
- Two at a Time: Sneak Peeks & B-Sides (2010)
- On the Altar of Love (2011)